# Cimetière militaire britannique de Vignacourt
Le cimetière militaire britannique de Vignacourt (Vignacourt British Cemetery) est un cimetière militaire de la Première Guerre mondiale situé à sur le territoire de la commune du Vignacourt, (Somme).

## Localisation
Ce cimetière est situé au sud-est du bourg, chemin de Capron, non loin de l'ancienne gare.

## Historique
Vignacourt resta tout au long de la guerre loin de la ligne de front qui se stabilisa  à une cinquantaine de kilomètres à l'est. Lors de l'offensive du Printemps de mars à juillet 1918 menée par l'armée allemande en vue de prendre Amiens, des hôpitaux militaires furent implantés dans le secteur. Le cimetière de Vignacourt fut créé à cette époque pour inhumer les soldats alliés victimes des combats, dont de nombreux Australiens qui défendirent Amiens  .

## Caractéristique
Le cimetière britannique de Vignacourt comporte 584 sépultures de la Première Guerre mondiale et deux sépultures de la seconde guerre mondiale. Le cimetière a été conçu par Sir Reginald Blomfield. Le cimetière contient également un monument érigé par le village en l'honneur des morts du Commonwealth, inauguré en août 1921. Il s'agit d'une statue d'un soldat français sur laquelle sont gravés les mots: " Frères d'armes de l'armée britannique, tombés sur le champ d'honneur, dormez en paix; nous veillons sur vous. ".

## Galerie

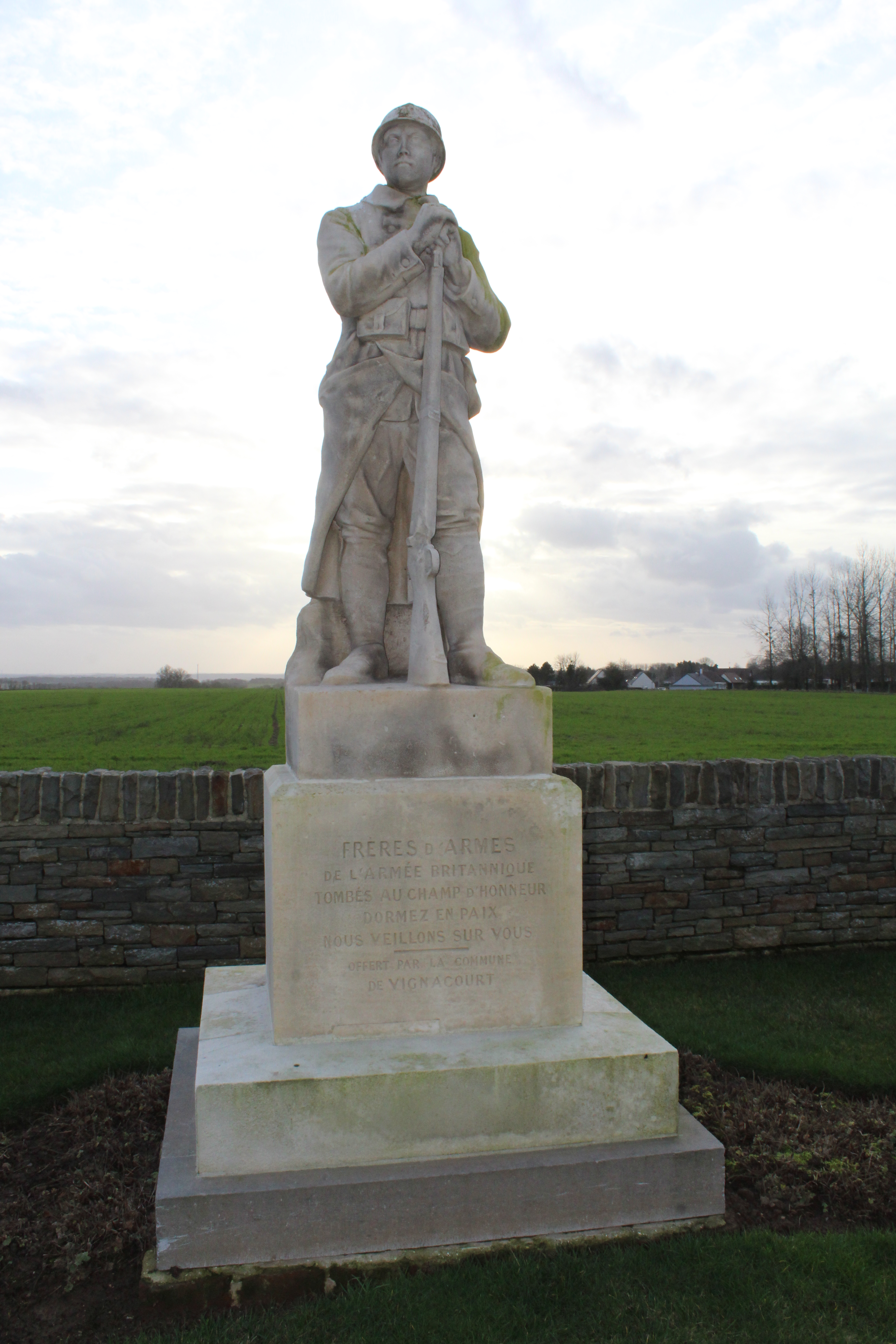
Statue érigée par la commune en 1921 en l'honneur des soldats morts en ce lieu.
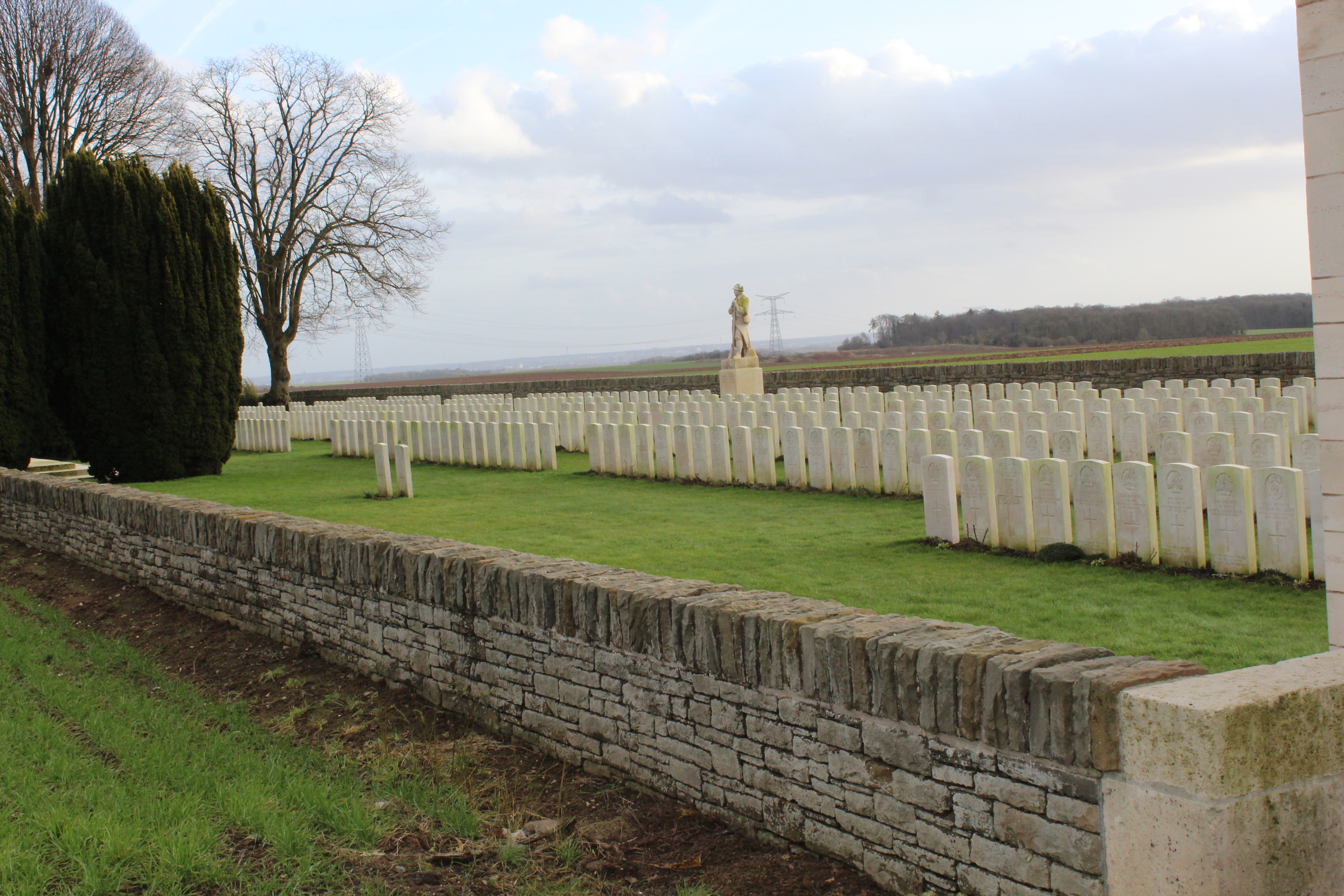
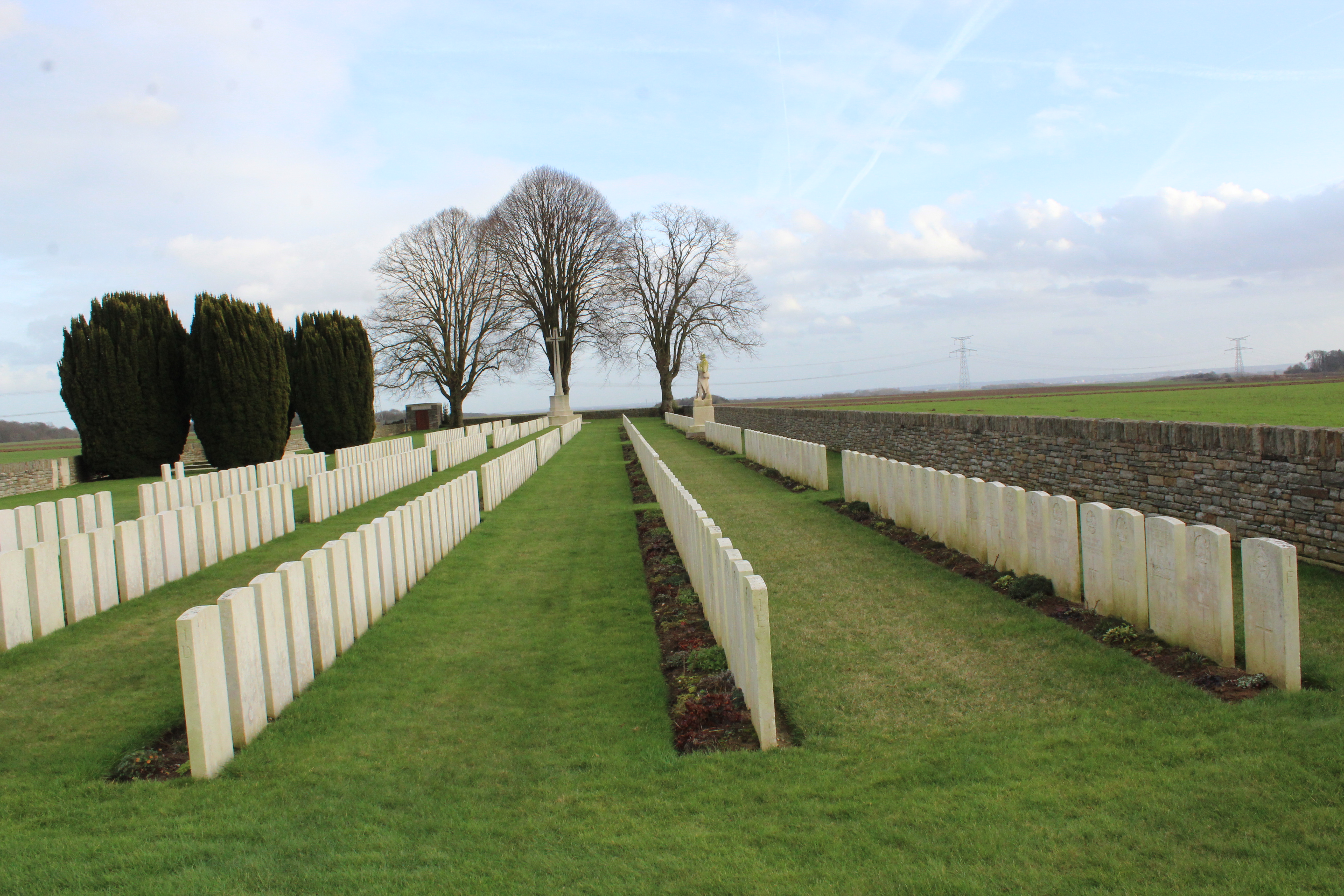
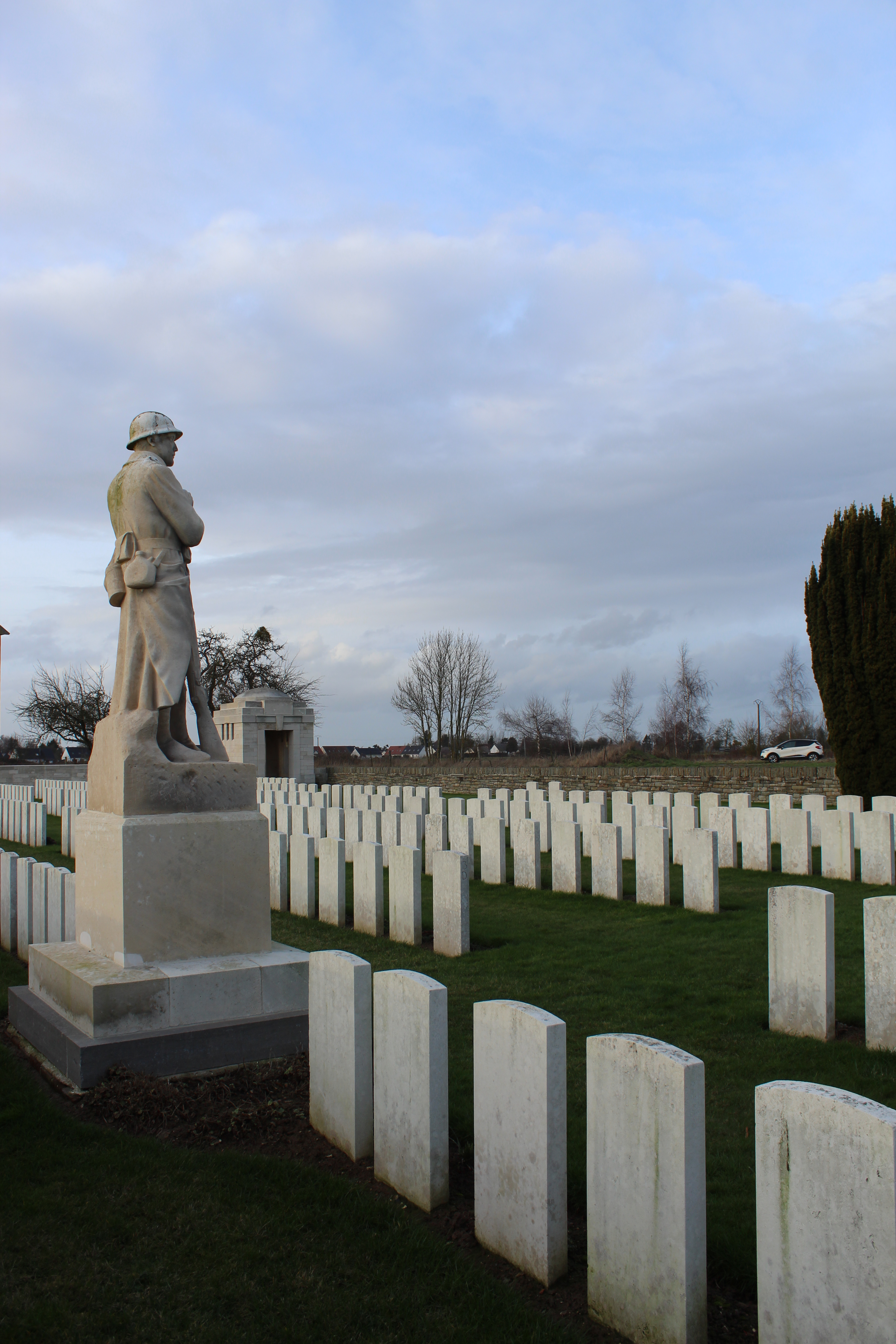
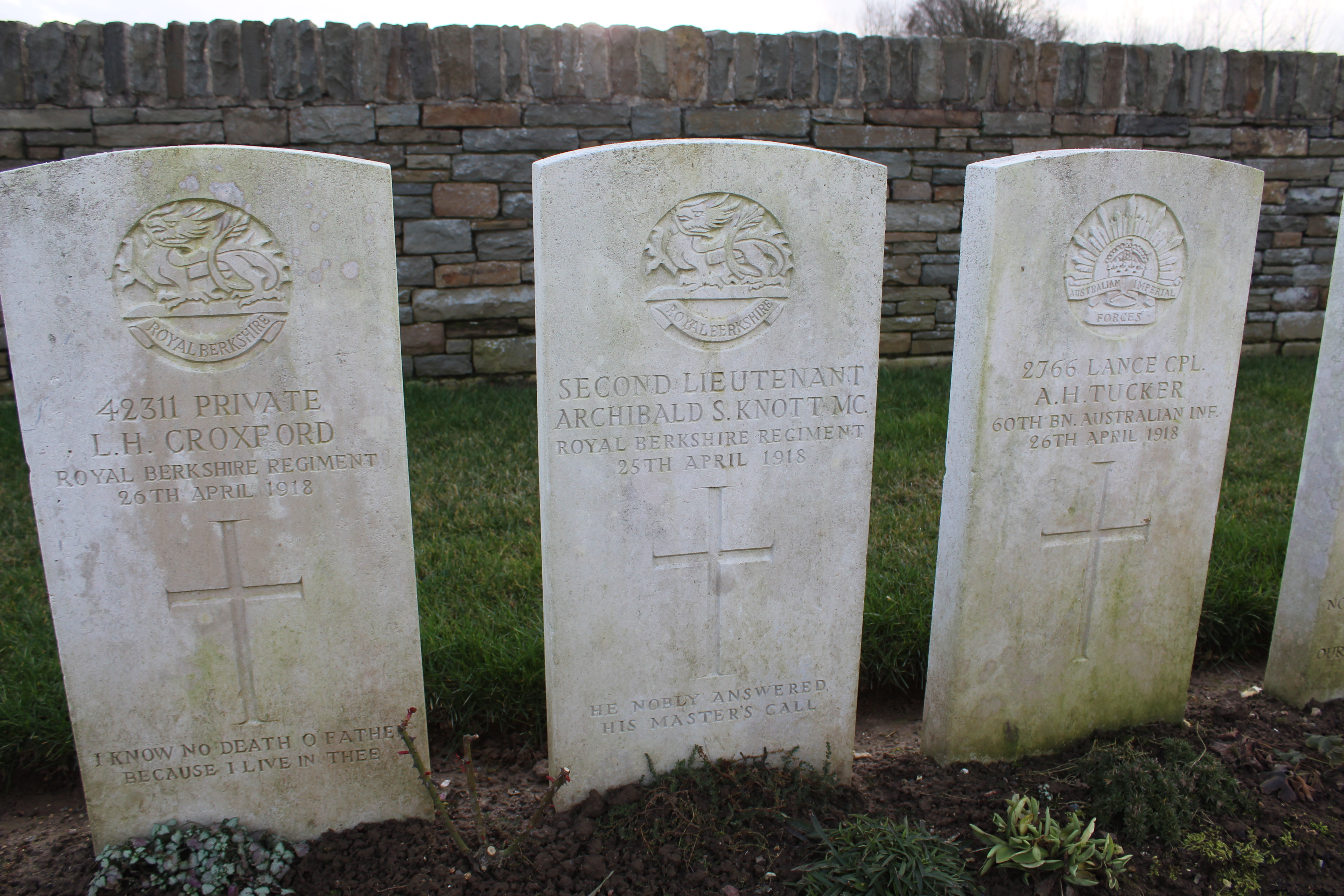

## Sépultures
| Pays               | Sépultures |
| ------------------ | ---------- |
| Royaume-Uni        | 148        |
| Australie          | 424        |
| Canada             | 11         |
| Indes britanniques | 1          |
| Total              | 584        |